# Saignes, Lot
Saignes är en kommun i departementet Lot i regionen Occitanien i södra Frankrike. Kommunen ligger i kantonen Saint-Céré som tillhör arrondissementet Figeac. År 2022 hade Saignes 74 invånare.

## Befolkningsutveckling
Antalet invånare i kommunen Saignes
| Referens: INSEE |